# جبل سبزبوشان
جبل سبزبوشان (بالفارسية: کوه سبزپوشان). أحد الجبال التابعة لسلسلة جبال زاغروس. ويقع في مدينة شيراز في محافظة فارس في إيران.